# NGC 2915
NGC 2915 (również PGC 26761) – galaktyka karłowata znajdująca się w gwiazdozbiorze Kameleona. Odkrył ją John Herschel 31 marca 1837 roku. Jest zaliczana do niebieskich zwartych galaktyk karłowatych (Blue Compact Dwarf, BCD). Jest zdominowana przez ciemną materię. Gwiezdny dysk galaktyki zanurzony jest w rozległym, widocznym w paśmie B dysku H I (wodoru atomowego) o spiralnej strukturze, stąd niektóre źródła, np. SEDS klasyfikują ją jako galaktykę spiralną z poprzeczką.